# V-Torpedoboote (1884)
SMS V 1 bis SMS V 10 waren Torpedoboote I. Klasse der deutschen Kaiserlichen Marine. Diese erhielten kurz die Bezeichnung Nr. XVIII bis Nr. XVII.

## Technische Daten
Der Rumpf der V-Torpedoboote bestand aus einem Querspantbau-Stahlbau.
Die stehende 3-Zylinder-3-fach-Expansionsmaschine konnte bei voller Beladung des Bootes, u. a. mit max. 8,5 t Kohle, 800 sm bei 10 kn zurücklegen. Der Lok-Kessel konnte 10 atü zur Verfügung stellen. Zusätzlich stand noch ein Segel mit 12 m² zur Verfügung.
Der Schornstein der V-Torpedoboote war nach Backbord versetzt.

## Einheiten
| Name        | Stapellauf | Indienststellung | Verbleib |
| ----------- | --- | --- | --- |
| V 1         | 1. April 1884 | 11. August 1884 | Indienststellung unter der Bezeichnung Nr. XVIII, am 25. November 1884 in V 1 umbenannt, Zuletzt als Hafentorpedoboot eingesetzt und 1910 in der Kaiserlichen Werft Kiel abgebrochen |
| V 2         | 28. April 1884 | 3. September 1884 | Indienststellung unter der Bezeichnung Nr. XIX, am 25. November 1884 in V 2 umbenannt, Zuletzt als Hafentorpedoboot eingesetzt und 1910 in der Kaiserlichen Werft Kiel abgebrochen |
| V 3         | 5. Mai 1884 | 5. September 1884 | Indienststellung unter der Bezeichnung Nr. XX, am 25. November 1884 in V 3 umbenannt, Am 9. September 1885 in Kiel gesunken, die Maschine wurde im Torpedoboot A weiterverwendet; Im Herbst 1885 nahm die Ulan an den Manövern der Flotte teil und versuchte im September gemeinsam mit der Blücher, das vor Langeland gesunkene Torpedoboot V 3 zu bergen |
| V 4         | 12. Mai 1884 | 7. September 1884 | Indienststellung unter der Bezeichnung Nr. XXI, am 25. November 1884 in V 4 umbenannt, Zuletzt als Hafentorpedoboot eingesetzt und 1900 in Hamburg abgebrochen |
| V 5         | 19. Mai 1884 | 28. Juli 1884 | Indienststellung unter der Bezeichnung Nr. XXII, am 25. November 1884 in V 5 umbenannt, zuletzt als Hafentorpedoboot eingesetzt und 1910 in der Kaiserlichen Werft Kiel abgebrochen |
| V 6         | 23. Mai 1884 | 30. Oktober 1884 | Indienststellung unter der Bezeichnung Nr. XXIII, am 25. November 1884 in V 6 umbenannt, zuletzt als Hafentorpedoboot eingesetzt und 1900 aus der Liste der Kriegsschiffe gestrichen; Ab 1904 diente es als Getreidetransportschute in Hameln. 1908 kam es als Anleger zur Oberweser-Personenschifffahrt. 1924 erfolgte der Umbau zum Motorfährschiff Forelle. Am 1. Juli 1955 ging die Forelle in der Weser unter. Nach der Bergung wurde sie 1966 abgebrochen. |
| V 7         | 29. Mai 1884 | 16. September 1884 | Indienststellung unter der Bezeichnung Nr. XXIV, am 25. November 1884 in V 7 umbenannt, zuletzt als Hafentorpedoboot eingesetzt und 1910 in Hamburg abgebrochen |
| V 8         | 6. Juni 1884 | 16. September 1884 | Indienststellung unter der Bezeichnung Nr. XXV, am 25. November 1884 in V 8 umbenannt, zuletzt als Tender eingesetzt und 1910 in Hamburg abgebrochen |
| V 9         | 12. Juni 1884 | 24. Oktober 1884 | Indienststellung unter der Bezeichnung Nr. XXVI, am 25. November 1884 in V 9 umbenannt, zuletzt als Hafentorpedoboot eingesetzt und 1910 in der Kaiserlichen Werft Kiel abgebrochen |
| V 10        | 10. Juli 1884 | 24. September 1884 | Indienststellung unter der Bezeichnung Nr. XXVII, am 25. November 1884 in V 10 umbenannt; nach Untergang von V 3 Umbenennung im Oktober 1885 in V 3, am 30. Januar 1899 aus der Liste der Kriegsschiffe gestrichen und wurde anschließend Zielboot für Torpedoboote und Küstenartillerie eingesetzt, 1910 in Hamburg abgebrochen. |
| V 11 – V 19 | Die Bezeichnungen V 11 bis V 19 waren für die Baunummern 156 bis 161 der Vulcan-Werft in Stettin vorgesehen, für V 11 wurden in Stettin noch für wenige Tage Arbeiten vorgenommen aber letztendlich wurden V 11 bis V 19 nach Griechenland verkauft | Die Bezeichnungen V 11 bis V 19 waren für die Baunummern 156 bis 161 der Vulcan-Werft in Stettin vorgesehen, für V 11 wurden in Stettin noch für wenige Tage Arbeiten vorgenommen aber letztendlich wurden V 11 bis V 19 nach Griechenland verkauft | Die Bezeichnungen V 11 bis V 19 waren für die Baunummern 156 bis 161 der Vulcan-Werft in Stettin vorgesehen, für V 11 wurden in Stettin noch für wenige Tage Arbeiten vorgenommen aber letztendlich wurden V 11 bis V 19 nach Griechenland verkauft |